# کوتی کلارک
کوتی کلارک (انگلیسی: Coty Clarke؛ زادهٔ ۴ ژوئیهٔ ۱۹۹۲) بازیکن بسکتبال اهل ایالات متحده آمریکا است.
از باشگاه‌هایی که او در آن بازی کرده‌، می‌توان به مین رد کلاوز و بوستون سلتیکس اشاره‌نمود.